# Titularbistum Dardanus
Koordinaten: 40° 5′ 6″ N, 26° 22′ 6″ O
Dardanus (ital.: Dardano) ist ein Titularbistum der römisch-katholischen Kirche.
Es geht zurück auf einen untergegangenen Bischofssitz in der antiken Stadt Dardanos, die in der römischen Provinz Asia bzw. Hellespontus auf der asiatischen Seite der Dardanellen lag. Der Bischofssitz war der Kirchenprovinz Cyzicus zugeordnet.
| Titularbischöfe von Dardanus |                                             |                                                                           |                    |                    |
| Nr.                          | Name                                        | Amt                                                                       | von                | bis                |
| 1                            | Etienne de Puget                            | Apostolischer Administrator von Metz (Frankreich)                         | 4. Dezember 1623   | 18. April 1644     |
| 2                            | Ludwig Wilhelm Benz                         | Weihbischof in Eichstätt (Deutschland)                                    | 31. Januar 1656    | 11. Februar 1683   |
| 3                            | Johannes Wolfgang Reichsfreiherr von Bodman | Weihbischof in Konstanz (Deutschland)                                     | 2. September 1686  | 29. September 1691 |
| 4                            | Stefan Wierzbowski                          | Weihbischof in Ermland (Polen)                                            | 21. Juli 1710      | 1713               |
| 5                            | Georg Xaver Marotti                         | Koadjutorbischof von Pedena (Kroatien)                                    | 22. Mai 1713       | 25. April 1716     |
| 6                            | Franz Theodor Reichsritter von Guttenberg   | Weihbischof in Augsburg (Deutschland)                                     | 1. Juli 1716       | 1. Juni 1717       |
| 7                            | Franciszek Józef Kraszkowski                | Weihbischof in Gnesen (Polen)                                             | 2. Oktober 1719    | 20. Dezember 1731  |
| 8                            | Francesco Maria Forlani                     | Weihbischof in Sabina (Italien)                                           | 23. September 1750 | 19. Dezember 1757  |
| 9                            | Ignacy Franciszek Ossoliński OFMConv        | Koadjutorbischof von Bacău (Rumänien) Koadjutorbischof von Kiew (Ukraine) | 22. April 1765     | 7. Januar 1774     |
| 10                           | Jan Alojzy Aleksandrowicz                   | Koadjutorbischof von Chełm (Polen)                                        | 17. Juli 1775      | 20. März 1780      |
| 11                           | Franciszek Remigiusz Zambrzycki             | Weihbischof in Kiew (Ukraine)                                             | 10. Dezember 1781  | 19. Juni 1815      |
| 12                           | Johannes van Hooydonk                       | Apostolischer Vikar von Breda (Niederlande)                               | 14. Januar 1842    | 4. März 1853       |
| 13                           | Patrick Moran                               | Apostolischer Vikar von Kap der Guten Hoffnung (Südafrika)                | 19. Februar 1856   | 3. Dezember 1869   |
| 14                           | Charles Arsène Bourdon MEP                  | emeritierter Apostolischer Vikar von Nordburma (Myanmar)                  | 1. Oktober 1872    | 9. Oktober 1918    |
| 15                           | Anton Keil                                  | Weihbischof in Salzburg (Österreich)                                      | 31. März 1919      | 21. November 1926  |
| 16                           | Stanisław Rospond                           | Weihbischof in Krakau (Polen)                                             | 25. März 1927      | 4. Februar 1958    |
| 17                           | Rafael González Moralejo                    | Weihbischof in Valencia (Spanien)                                         | 25. Februar 1958   | 28. November 1969  |
| 18                           | José María Mestres                          | emeritierter Weihbischof in Paraná (Argentinien)                          | 7. März 1974       | 7. Juni 1990       |
| 19                           | Claudio Stagni                              | Weihbischof in Bologna (Italien)                                          | 6. Dezember 1990   | 26. April 2004     |
| 20                           | Jean-Pierre Grallet OFM                     | Weihbischof in Straßburg (Frankreich)                                     | 27. September 2004 | 21. April 2007     |
| 21                           | Oscar Cantú                                 | Weihbischof in San Antonio (Texas) (USA)                                  | 10. April 2008     | 10. Januar 2013    |
| 22                           | Domingo Buezo Leiva                         | Apostolischer Vikar von Izabal (Guatemala)                                | 9. Februar 2013    | 16. Juli 2021      |
| 23                           | Lisandro Alirio Rivas Durán IMC             | Weihbischof in Caracas (Venezuela)                                        | 23. Dezember 2021  | 31. Oktober 2024   |
| 24                           | Robert Fedek                                | Weihbischof in Chicago (USA)                                              | 20. Dezember 2024  |                    |